# English National Ice Hockey League 2004/05
Die Saison 2004/05 war die neunte Austragung der English National League. Nach der Elite Ice Hockey League, der British National League und der English Premier Ice Hockey League stellte sie die 4. Liga des britischen Eishockeys dar.

## Modus und Teilnehmer
Die Mannschaften spielten in einer Nord- und einer Südgruppe. In einer Einfachrunde spielte jeder gegen jeden. Danach spielten die jeweils ersten Vier in Play-off-Gruppen um die Play-off-Plätze. Die jeweils ersten beiden von Nord und Süd spielten anschließend in Play-offs mit Hin- und Rückspiel um den Gesamtsieg.

## Nordgruppe

### Hauptrunde
In der Nordgruppe spielten bis auf die Grimsby Buffalos dieselben Mannschaften wie in der Vorsaison. Dadurch verringerte sich die Anzahl der Teilnehmer auf neun.
| Platz | Mannschaft             | Spiele | S  | U | N  | Tore    | Punkte |
| ----- | ---------------------- | ------ | -- | - | -- | ------- | ------ |
| 1     | Sheffield Spartans II  | 16     | 16 | 0 | 0  | 146: 24 | 32     |
| 2     | Nottingham Panthers II | 16     | 13 | 0 | 3  | 113: 51 | 26     |
| 3     | Blackburn Hawks        | 16     | 9  | 2 | 5  | 110: 62 | 20     |
| 4     | Whitley Warriors       | 16     | 8  | 2 | 6  | 87: 75  | 18     |
| 5     | Billingham Bombers     | 16     | 8  | 2 | 6  | 77: 43  | 18     |
| 6     | Flintshire Freeze      | 16     | 8  | 1 | 7  | 88: 89  | 17     |
| 7     | Kingston Jets          | 16     | 2  | 2 | 12 | 60: 95  | 6      |
| 8     | Sunderland Chiefs      | 16     | 3  | 0 | 13 | 49:119  | 6      |
| 9     | Bradford Bulldogs      | 16     | 0  | 1 | 15 | 25:179  | 1      |

Legende: S–Siege, U–Unentschieden, N–Niederlage

### Play-offs
Die besten vier Mannschaften spielten einen Finalteilnehmer aus.
| Platz | Mannschaft             | Spiele | S | U | N | Tore  | Punkte |
| ----- | ---------------------- | ------ | - | - | - | ----- | ------ |
| 1     | Sheffield Spartans II  | 6      | 6 | 0 | 0 | 41: 9 | 12     |
| 2     | Nottingham Panthers II | 6      | 4 | 0 | 2 | 29:28 | 8      |
| 3     | Blackburn Hawks        | 6      | 1 | 1 | 4 | 18:30 | 3      |
| 4     | Whitley Warriors       | 6      | 0 | 1 | 5 | 13:34 | 1      |

## Südgruppe

### Hauptrunde
Die in der Vorsaison letztplatzierte Mannschaft Solent & Gosport Devils schied aus. Da die Haringey Racers und eine zweite Vertretung der Cardiff Devils hinzustießen, erhöhte sich die Teilnehmerzahl auf zehn.
| Platz | Mannschaft                | Spiele | S  | U | N  | Tore    | Punkte |
| ----- | ------------------------- | ------ | -- | - | -- | ------- | ------ |
| 1     | Invicta Dynamos           | 18     | 17 | 1 | 0  | 170: 33 | 35     |
| 2     | Oxford City Stars         | 18     | 13 | 2 | 3  | 123: 77 | 28     |
| 3     | Streatham Redskins        | 18     | 9  | 5 | 4  | 91: 51  | 23     |
| 4     | Cardiff Devils II         | 18     | 8  | 4 | 6  | 88: 66  | 20     |
| 5     | Milton Keynes Kings II    | 18     | 7  | 4 | 7  | 51: 66  | 18     |
| 6     | Bracknell Hornets II      | 18     | 8  | 2 | 8  | 78: 84  | 18     |
| 7     | Basingstoke Buffalo II    | 18     | 8  | 0 | 10 | 77: 96  | 16     |
| 8     | Haringey Racers           | 18     | 5  | 2 | 11 | 72:111  | 12     |
| 9     | Peterborough Islanders II | 18     | 4  | 2 | 12 | 52:112  | 10     |
| 10    | Slough Jets II            | 18     | 0  | 0 | 18 | 25:131  | 0      |

Legende: S–Siege, U–Unentschieden, N–Niederlage

### Play-offs
Die besten vier Mannschaften spielten einen Finalteilnehmer aus.
| Platz | Mannschaft         | Spiele | S | U | N | Tore  | Punkte |
| ----- | ------------------ | ------ | - | - | - | ----- | ------ |
| 1     | Invicta Dynamos    | 6      | 6 | 0 | 0 | 46:13 | 12     |
| 2     | Streatham Redskins | 6      | 3 | 0 | 3 | 20:23 | 6      |
| 3     | Cardiff Devils II  | 6      | 3 | 0 | 3 | 29:23 | 6      |
| 4     | Oxford City Stars  | 6      | 0 | 0 | 6 | 15:51 | 0      |

## Finale
Die Finalspiele wurden zwischen den Play-off-Siegern der Nord- und Südgruppe ausgetragen.